# Robert Stendiš
Robert Stendiš (engl. Robert Standish, 1898 — 1981), čije je pravo ime „Digbi Džordž Gerati“, engleski je romansijer i pripovedač.
Jedan od njegovih najpoznatijih romana je "Staza slonova", po kome je 1954. snimljen istoimeni film sa Elizabet Tejlor u glavnoj ulozi.
Robert Stendiš proveo je dugi niz godina u Aziji, i uopšte na istoku. Zbog čega su njegovi romani natopljeni atmosferom tih predela.
Pored "Staze slonova", napisao je i romane "Tri bambusa", "Bonin", "Mali general", "Bezdan vremena" i druge.

## Spoljašnje veze
- Robert Stendiš на веб-сајту  (језик: енглески)